# Ebene (Oberstdorf)
Ebene (mundartlich: a dr Emnə, uf dr Imnə) ist ein Gemeindeteil der Marktgemeinde Oberstdorf im bayerisch-schwäbischen Landkreis Oberallgäu.

## Geographie
Die Einöde liegt circa sechs Kilometer südlich des Hauptorts Oberstdorf am Hang des Fellhorns. Über den Ortsteil führt die Fellhornbahn.

## Ortsname
Der Ortsname bedeutet (Siedlung in der) Ebene.

## Geschichte
Ebene wurde erstmals urkundlich im Jahr 1766 als auf der Emne erwähnt. Die Dauersiedlung des Orts ist ab 1787 nachweisbar, zu dieser Zeit wurde der Ort als Ebnet bezeichnet. 1848 wird Ebene mit dem 1637 ersterwähnten Ort Leiter bzw. Laiter zusammengefasst. 1860 wurden zwei Sennalpen in Ebene gezählt.